# Pierra Menta (compétition)
Pour l’article homonyme, voir Pierra Menta.
La Pierra Menta est une compétition internationale de ski-alpinisme qui se déroule chaque année au mois de mars depuis 1986 en France, à Arêches-Beaufort en Savoie, au cœur du Beaufortain, sur les pentes du Grand Mont, à proximité du pic rocheux de la Pierra Menta.
Elle affiche un total de 10 000 mètres de dénivelé positif, sur quatre jours, dans des décors d'arêtes enneigées, enchaînant les montées — quinze sommets de 2 000 à 2 687 mètres — et des descentes. Des milliers de spectateurs, grimpant dès l'aube, accompagnent de leurs encouragements et de leurs sonnailles, accordéons, trompettes et cloches, les sportifs de haut-niveau tout le long du parcours, jusqu'à la corniche du Grand-Mont. 
La Pierra Menta fait partie de la Grande Course avec la Patrouille des glaciers, le Tour du Rutor, le Trophée Mezzalama, l'Altitoy et l'Adamello Ski Raid.

## Historique
En 1986, pour la première édition de la course, onze équipes participent, tous les participants étant de nationalité française.
En 1988, première participation féminine dans la course. Deux équipes féminines, de nationalité française, ont terminé le parcours.
En 2006, environ 175 équipes y ont pris part, et trois à quatre mille spectateurs étaient présents tout au long des pentes et de la crête.
En 2007, certaines équipes de grande valeur (Reichegger-Brunod et Brosse-Blanc) ont été absentes pour cause de préparation des championnats de ski de montagne la semaine d'après. Plus de trois mille spectateurs étaient présents, malgré le temps exécrable. Le parcours a passé par la vallon de Chizeraz, puis la montée de l'arête ouest du Grand Mont.
En 2014, c'est la dernière édition où la course prend place entre le jeudi et le dimanche. Il y a eu 208 équipes participants (dont 27 équipes féminins), 189 équipes ont réussi à finir les 4 étapes.
En 2015, la Pierra Menta prend place pour la première fois du mercredi au samedi et fête la 30e édition de cette course. Il y a eu une participation de 212 équipes (dont 25 équipes féminins), 14 équipes n’ont pas réussi à finir la compétition.
En 2016, environ 209 équipes ont participé dont 190 ont réussi à compléter la course. Axelle Mollaret remporte la Pierra Menta par 1re fois avec Laetitia Roux qui gagne pour la sixième fois.
En 2017, il y a eu 215 équipes participantes, dont 196 ont réussi à finir la course en sa totalité.
En 2018, il y a eu 213 équipes participants, dont 27 n’ont pas pu finir les quatre étapes de la course. L’équipe Jornet-Herrmann, qui était en première place lors de la dernière étape, et donc l’équipe favorite pour la victoire, a dû abandonner la course à la suite d'une chute de Kilian Jornet.
Hors compétition officielle, le 3 mars 2021, François D'Haene réussit l'exploit d'effectuer les quatre étapes de la Pierra Menta le même jour, soit les 91 km et 10 000 m de dénivelé, avec un temps total de 16 h 42.
En 2021, il y a eu 38 équipes, édition limitée à une seule journée, mais faisant partie des Championnats du monde longue distance ISMF. L'Italie l'emporte chez les hommes comme chez les femmes. Chez les hommes la paire Michele Boscacci - Davide Magnini  (Italie) remporte l'étape de 31 km et 3 400 m de dénivelé, devant la paire Rémi Bonnet - Werner Marti (Suisse) ; Nadir Maguet - William Boffelli (Italie) terminent troisièmes. Chez les femmes Giulia Murada - Alba de Silvestro (Italie) remportent l'étape devant Ilaria Veronese - Mara Martini (Italie) ; Axelle Gachet Mollaret et Lorna Bonnel (France) terminent troisièmes. En 2002, Ivan Murada et Graziano Boscacci, parents respectifs de Giulia et Michele, remportaient déjà la Pierra Menta.
En 2023, pour la première fois de l'histoire de la course depuis sa création en 1986, la 3e et avant-dernière étape prévue le 10 mars est annulée. Les conditions météorologiques étant exécrables (brouillard avec visibilité quasi-inexistante, pluie au départ du Planay, neige, grêle et fortes rafales de vent allant jusqu'à 100 km/h), le comité d'organisation a donc décidé de raccourcir l'épreuve avec une étape en moins, pour des raisons de sécurité.

## Palmarès
| Édition | Année | Hommes                            | Femmes                             |
| ------- | ----- | --------------------------------- | ---------------------------------- |
| 1re     | 1986  | Pascal Fagnola Jean-Marc Joguet   | N/A                                |
| 02e     | 1987  | Didier Clavier Etienne Athurion   | N/A                                |
| 03e     | 1988  | Jan Filipsky Milan Filipsky       | Claudine Trécourt Sylvie Trecourt  |
| 04e     | 1989  | Adriano Greco Fabio Meraldi       | Claudine Trécourt Sylvie Trecourt  |
| 05e     | 1990  | Adriano Greco Fabio Meraldi       | Claudine Trécourt Sylvie Trecourt  |
| 06e     | 1991  | Adriano Greco Fabio Meraldi       | Claudine Trécourt Sylvie Trecourt  |
| 07e     | 1992  | Francis Bibollet Thierry Bochet   | Claudine Trécourt Sylvie Trecourt  |
| 08e     | 1993  | Adriano Greco Fabio Meraldi       | N/A                                |
| 09e     | 1994  | Adriano Greco Fabio Meraldi       | Claudine Trécourt Sylvie Trecourt  |
| 10e     | 1995  | Fabio Meraldi Thierry Bochet      | Tatiana Moskova Jana Heczkova      |
| 11e     | 1996  | Fabio Meraldi Enrico Pedrini      | Tatiana Moskova Jana Heczkova      |
| 12e     | 1997  | Fabio Meraldi Enrico Pedrini      | Claudine Trécourt Alexia Zuberer   |
| 13e     | 1998  | Pierre Blanc Sébastien Figliolini | Claudine Trécourt Alexia Zuberer   |
| 14e     | 1999  | Fabio Meraldi Enrico Pedrini      | Claudine Trécourt Danièle Hacquard |
| 15e     | 2000  | Fabio Meraldi Enrico Pedrini      | Alexia Zuberer Gloriana Pellissier |
| 16e     | 2001  | Stéphane Brosse Pierre Gignoux    | Alexia Zuberer Gloriana Pellissier |
| 17e     | 2002  | Ivan Murada Graziano Boscacci     | Valérie Ducognon Delphine Oggeri   |
| 18e     | 2003  | Patrick Blanc Tony Sbalbi         | Valérie Ducognon Delphine Oggeri   |
| 19e     | 2004  | Manfred Reichegger Dennis Brunod  | Cristina Favre Catherine Mabillard |
| 20e     | 2005  | Stéphane Brosse Patrick Blanc     | Cristina Favre Isabella Crettenand |

| Édition | Année | Hommes                                 | Femmes                                  |
| ------- | ----- | -------------------------------------- | --------------------------------------- |
| 21e     | 2006  | Stéphane Brosse Patrick Blanc          | Francesca Martinelli Roberta Pedranzini |
| 22e     | 2007  | Florent Perrier Grégory Gachet         | Francesca Martinelli Roberta Pedranzini |
| 23e     | 2008  | Florent Troillet Kílian Jornet         | Laetitia Roux Nathalie Etzensperger     |
| 24e     | 2009  | Dennis Brunod Manfred Reichegger       | Francesca Martinelli Roberta Pedranzini |
| 25e     | 2010  | Florent Troillet Kílian Jornet         | Francesca Martinelli Roberta Pedranzini |
| 26e     | 2011  | Didier Blanc Kílian Jornet             | Laetitia Roux Mireia Miró Varela        |
| 27e     | 2012  | Lorenzo Holzknecht Manfred Reichegger  | Roberta Pedranzini Francesca Martinelli |
| 28e     | 2013  | Mathéo Jacquemoud William Bon Mardion  | Laetitia Roux Mireia Miró Varela        |
| 29e     | 2014  | Matteo Eydallin Damiano Lenzi          | Laetitia Roux Maude Mathys              |
| 30e     | 2015  | Matteo Eydallin Damiano Lenzi          | Laetitia Roux Mireia Miró Varela        |
| 31e     | 2016  | Mathéo Jacquemoud Kílian Jornet        | Axelle Mollaret Laetitia Roux           |
| 32e     | 2017  | Matteo Eydallin Damiano Lenzi          | Emelie Forsberg Laetitia Roux           |
| 33e     | 2018  | Michele Boscacci Robert Antonioli      | Axelle Mollaret Katia Tomatis           |
| 34e     | 2019  | Didier Blanc Valentin Favre            | Séverine Pont-Combe Laetitia Roux       |
| —       | 2020  | Édition annulée (pandémie de Covid-19) | Édition annulée (pandémie de Covid-19)  |
| 35e     | 2021, | Michele Boscacci Davide Magnini        | Alba De Silvestro Giulia Murada         |
| 36e     | 2022  | Michele Boscacci Matteo Eydallin       | Tove Alexandersson Axelle Mollaret      |
| 37e     | 2023  | Michele Boscacci Davide Magnini        | Axelle Mollaret Emily Harrop            |
| 38e     | 2024  | Xavier Gachet William Bon Mardion      | Axelle Mollaret Emily Harrop            |
| 39e     | 2025  | Xavier Gachet William Bon Mardion      | Axelle Mollaret Lorna Bonnel            |